# Robert Horry
Robert Keith Horry (* 25. August 1970 in Hartford, Maryland) ist ein ehemaliger US-amerikanischer Basketballspieler, der von 1992 bis 2008 in der NBA aktiv war. Während seiner Zeit in der Liga konnte Horry insgesamt sieben NBA-Titel mit drei verschiedenen Teams gewinnen und war vor allem für seine Leistungen in der Crunch-Time sowie für seine Fähigkeit, Spiele mit wichtigen Aktionen zu entscheiden, bekannt. Aus diesem Grund erhielt er auch den Spitznamen Big Shot Bob oder Big Shot Rob.

## Spielerkarriere
Horry wurde im NBA Draft 1992 von den Houston Rockets an elfter Stelle ausgewählt, für die er dann vier Saisons spielte. Nach seiner ersten Saison wurde er in das NBA All-Rookie Second Team berufen. Im August 1996 wurde er dann zusammen mit Sam Cassell im Tausch für Charles Barkley an die Phoenix Suns abgegeben.
Nach einer Auseinandersetzung mit Phoenix-Headcoach Danny Ainge wurde Horry von der Mannschaft suspendiert und schließlich im Januar 1997 im Tausch für Cedric Ceballos zu den Los Angeles Lakers getradet. Nach der Saison 2002/03 wurde Horry ein Free Agent. Er entschied sich schließlich zu den San Antonio Spurs zu wechseln.
Horry, auch „Big Shot Bob“ genannt, war während seiner Karriere ein sehr effektiver Crunch-Time-Player. Durch sein spielerisches Talent verhalf er seinen Teams, in denen er in seiner Karriere zu Werke ging, zu sieben Meisterschaften. Er ist damit der erfolgreichste Spieler, der nicht Teil der Mannschaft der Boston Celtics in den 1960er-Jahren war. In der Saison 2006/07 konnte Horry seine zweite Meisterschaft mit den Spurs gewinnen. Spitzenreiter ist Bill Russell mit elf gewonnenen Meisterschaften.
Horry war nach John Salley (1989 und 1990 Pistons; 1996 Bulls; 2000 Lakers) der zweite Spieler in der NBA-Geschichte, der mit drei verschiedenen Teams NBA-Champion wurde (zweimal mit den Rockets, dreimal mit den Lakers und zweimal mit den Spurs). Am 13. Mai 2008 bestritt Horry das 238. Play-off-Spiel seiner NBA-Karriere und zog somit an Kareem Abdul-Jabbar vorbei, der bisher Rekordhalter mit 237 absolvierten Play-off-Spielen war. Stand 2022 ist er Vierter auf der Liste der Spieler mit den meisten Playoff-Einsätzen.
Am 1. Juli 2008 lief sein Vertrag mit den Spurs aus, deshalb wurde er zu einem Free Agent. In einem Interview gab er bekannt, dass er noch eine weitere Saison für die Spurs spielen möchte, falls das nicht möglich ist, würde er gerne seine NBA-Karriere bei den Rockets beenden. Dieses wurde jedoch nicht möglich und so beendete Horry nach 17 Jahren NBA und 7 Meistertiteln seine Karriere.

## Trivia
Horry kam mit seinen jeweiligen Mannschaften in jeder Saison seiner NBA-Karriere nicht nur immer in die Play-offs, sondern erreichte sogar jeweils mindestens die zweite Runde.